# Montenegro ai XXII Giochi olimpici invernali
Il Montenegro ha partecipato ai XXII Giochi olimpici invernali, che si sono svolti dal 7 al 23 febbraio a Soči in Russia, con una delegazione composta da due atleti.

## Sci alpino

### Uomini
| Gara                     | Atleta       | Manche 1 | Manche 1  | Manche 2 | Manche 2  | Totale  | Totale    |
| Gara                     | Atleta       | Tempo    | Posizione | Tempo    | Posizione | Tempo   | Posizione |
| ------------------------ | ------------ | -------- | --------- | -------- | --------- | ------- | --------- |
| Slalom gigante maschile  | Tarik Hadžić | 1'36"55  | 71        | 1'35"84  | 60        | 3'12"39 | 62        |
| Slalom speciale maschile | Tarik Hadžić | 1'00"95  | 71        | 1'06"99  | 36        | 2'07"94 | 38        |

### Donne
| Gara                      | Atleta          | Manche 1 | Manche 1  | Manche 2 | Manche 2  | Totale  | Totale    |
| Gara                      | Atleta          | Tempo    | Posizione | Tempo    | Posizione | Tempo   | Posizione |
| ------------------------- | --------------- | -------- | --------- | -------- | --------- | ------- | --------- |
| Slalom speciale femminile | Ivana Bulatović | 1'07"49  | 53        | 1'05"31  | 44        | 2'11"80 | 44        |